# Зеленополянська сільська рада (Пулинський район)
Зеленополянська сільська рада (до 1946 року — Грінтальська сільська рада) — колишня адміністративно-територіальна одиниця та орган місцевого самоврядування у Барашівському, Житомирському і Пулинському (Червоноармійському) районах Волинської округи, Житомирської області Української РСР та України з адміністративним центром у с. Зелена Поляна.

## Населені пункти
Сільській раді були підпорядковані населені пункти:
- с. Зелена Поляна
- с. Мирне
- с. Нарцизівка

## Населення
Кількість населення ради, станом на 1931 рік, становила 1 638 осіб.
Відповідно до результатів перепису населення СРСР, кількість населення ради, станом на 12 січня 1989 року, становила 379 осіб.
Станом на 5 грудня 2001 року, відповідно до перепису населення України, кількість мешканців сільської ради становила 326 осіб.

## Склад ради
Рада складалася з 12 депутатів та голови.

## Керівний склад сільської ради
| ПІБ                     | Основні відомості                                                               | Дата обрання | Дата звільнення |
| ----------------------- | ------------------------------------------------------------------------------- | ------------ | --------------- |
| Поліщук Марія Антонівна | Сільський голова, 1959 року народження, освіта, позапартійна                    | 26.03.2006   | 31.10.2010      |
| Поліщук Марія Антонівна | Сільський голова, 1959 року народження, освіта середня спеціальна, позапартійна | 31.10.2010   |                 |

Примітка: таблиця складена за даними джерела

## Історія
Створена 1923 року, з назвою Грінтальська сільська рада, в колонії Грінталь Пулинської волості Житомирського повіту Волинської губернії. 9 вересня 1926 року до складу ради передано колонії Нейманівка (згодом — Ужівка) та Радецьке Будище Язвинської сільської ради Пулинського району. 10 березня 1933 року, відповідно до постанови Президії Київського ОВК «Про приєднання Мирненської сільради до Грінтальської сільради Пулинського району», до складу ради включено колонії Весела Діброва та Мирне ліквідованої Мирненської сільської ради Пулинського району Київської області. На 1 жовтня 1941 року кол. Весела Діброва не значилася на обліку населених пунктів.
7 червня 1946 року, відповідно до указу Президії Верховної ради Української РСР «Про збереження історичних найменувань та уточнення і впорядкування існуючих назв сільрад і населених пунктів Житомирської області», сільську раду перейменовано на Зеленополянську через перейменування її адміністративного центру на с. Зелена Поляна.
Станом на 1 вересня 1946 року сільська рада входила до складу Барашівського району Житомирської області, на обліку в раді перебували села Зелена Поляна, Мирне, Радецьке Будище та Ужівка.
11 серпня 1954 року, внаслідок виконання указу Президії Верховної ради УРСР «Про укрупнення сільських рад по Житомирській області», до складу ради приєднано села Радецька Болярка та Нарцизівка ліквідованої Радецько-Болярської сільської ради Барашівського району.
На 1 січня 1972 року сільська рада входила до складу Червоноармійського району Житомирської області, на обліку в раді перебували села Зелена Поляна, Мирне, Нарцизівка, Радецька Болярка, Радецьке Будище та Ужівка.
12 серпня 1974 року, відповідно до рішення Житомирського облвиконкому № 342 «Про зміни в адміністративно-територіальному поділі окремих районів області в зв'язку з укрупненням колгоспів», села Радецька Болярка, Радецьке Будище та Ужівка передані до складу Кошелівської сільської ради Пулинського району.
Припинила існування 16 листопада 2017 року через об'єднання до складу Пулинської селищної територіальної громади Пулинського району Житомирської області.
Входила до складу Пулинського (Червоноармійського, 7.03.1923 р., 30.12.1962 р., 8.12.1966 р.), Барашівського (17.10.1935 р.) Житомирського (4.01.1965 р.) районів.